# کوریدوراس خالدار کاذب
کوریدوراس خالدار کاذب (Corydoras leucomelas) یک ماهی آب شیرین گرمسیری متعلق به زیر خانواده کوریدوراس‌ها و از خانواده گربه‌ماهیان زره‌دار است. خاستگاه این گونه آبهای داخلی آمریکای جنوبی است که در حوضه بالایی رودخانه آمازون و در کشورهای کلمبیا، اکوادور و پرو یافت می شود.
این ماهی حداکثر تا ۴٫۵ سانتیمتر رشد می کند. در آب و هوای نواحی گرمسیری در آبی با پی‌اچ ۶٫۰-۸٫۰، سختی آب ۲-۲۵ dGH و محدوده دمایی بین ۲۲ تا ۲۶ درجه سانتیگراد زندگی می کند. بیشتر از کرم ها، سخت پوستان کف بستر، حشرات و مواد گیاهی تغذیه می کند. در پوشش گیاهی متراکم تخم می گذارد و از تخم های خود محافظت نمی کنند.

## همچنین ببینید
- لیست گونه های ماهی آکواریومی آب شیرین

## مراجع
- Froese, Rainer, and Daniel Pauly, eds. (2011). "Corydoras leucomelas" in FishBase. December 2011 version.

## لینک های خارجی
- عکس ها در فیش بیس